# Martha Corey

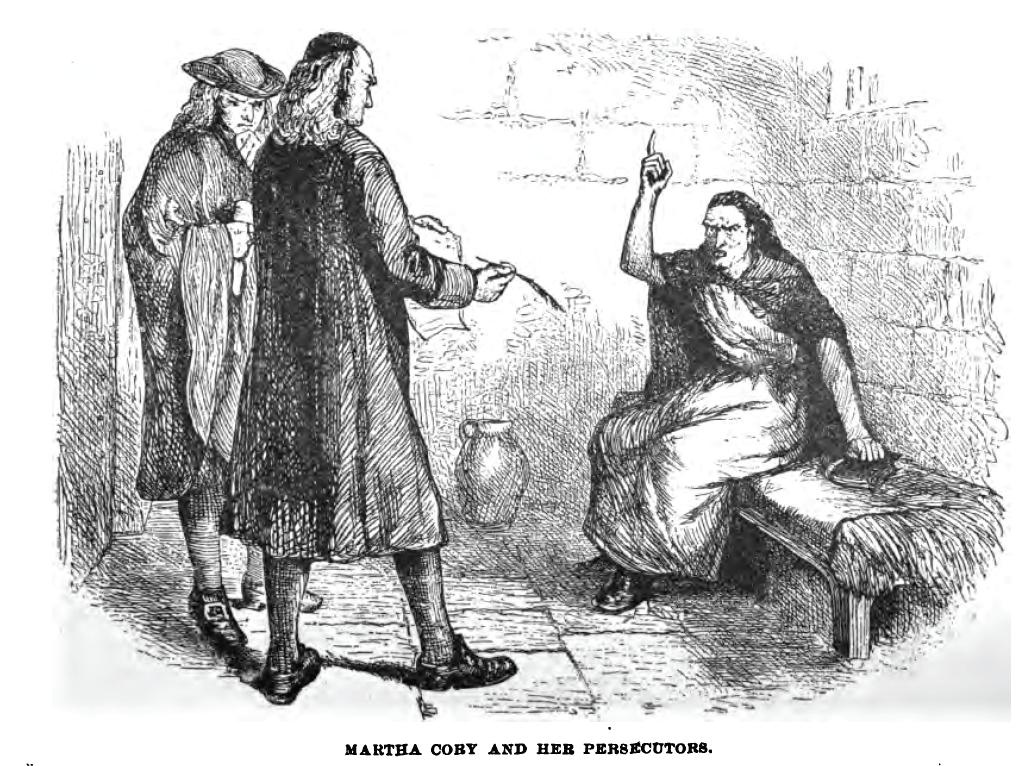
Martha Corey und ihre Verfolger

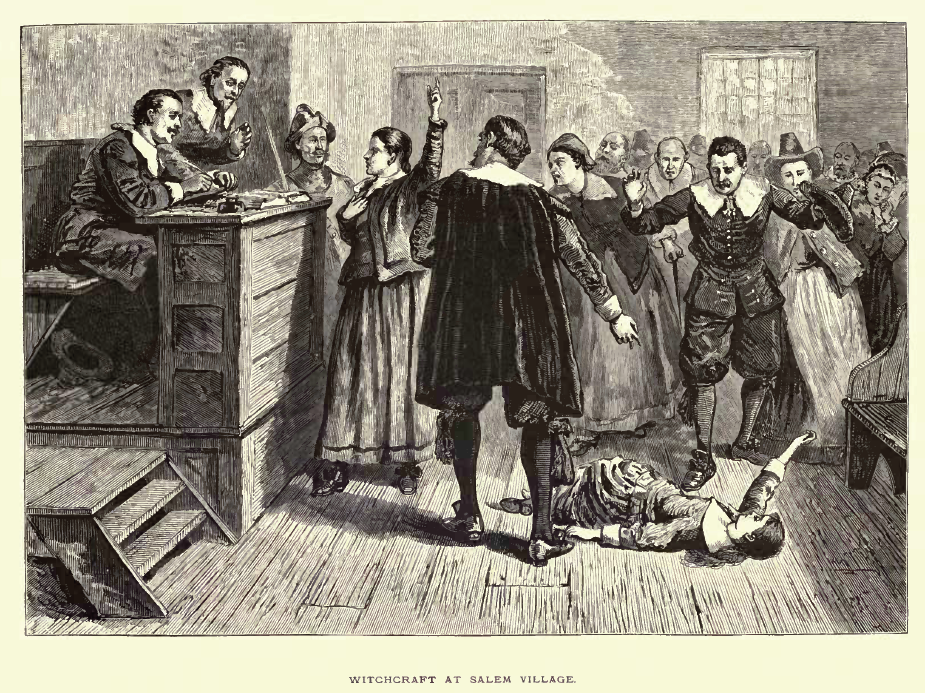
Hexenprozess in Salem, Vision Ann Putnam Jr.

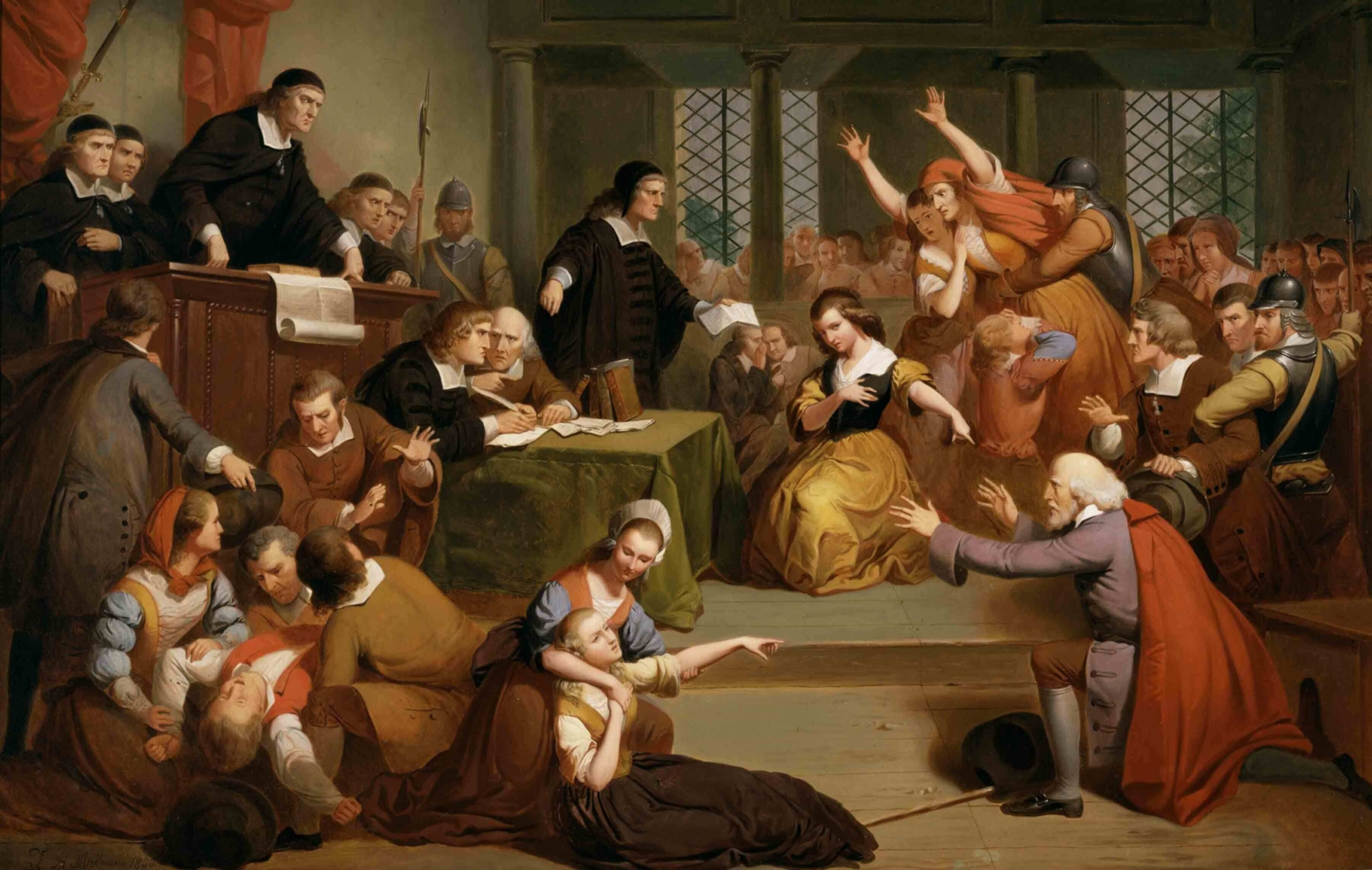
Jacob Matteson, Gemälde, Salem Hexenprozess

Vision - Salem Hexenprozesse

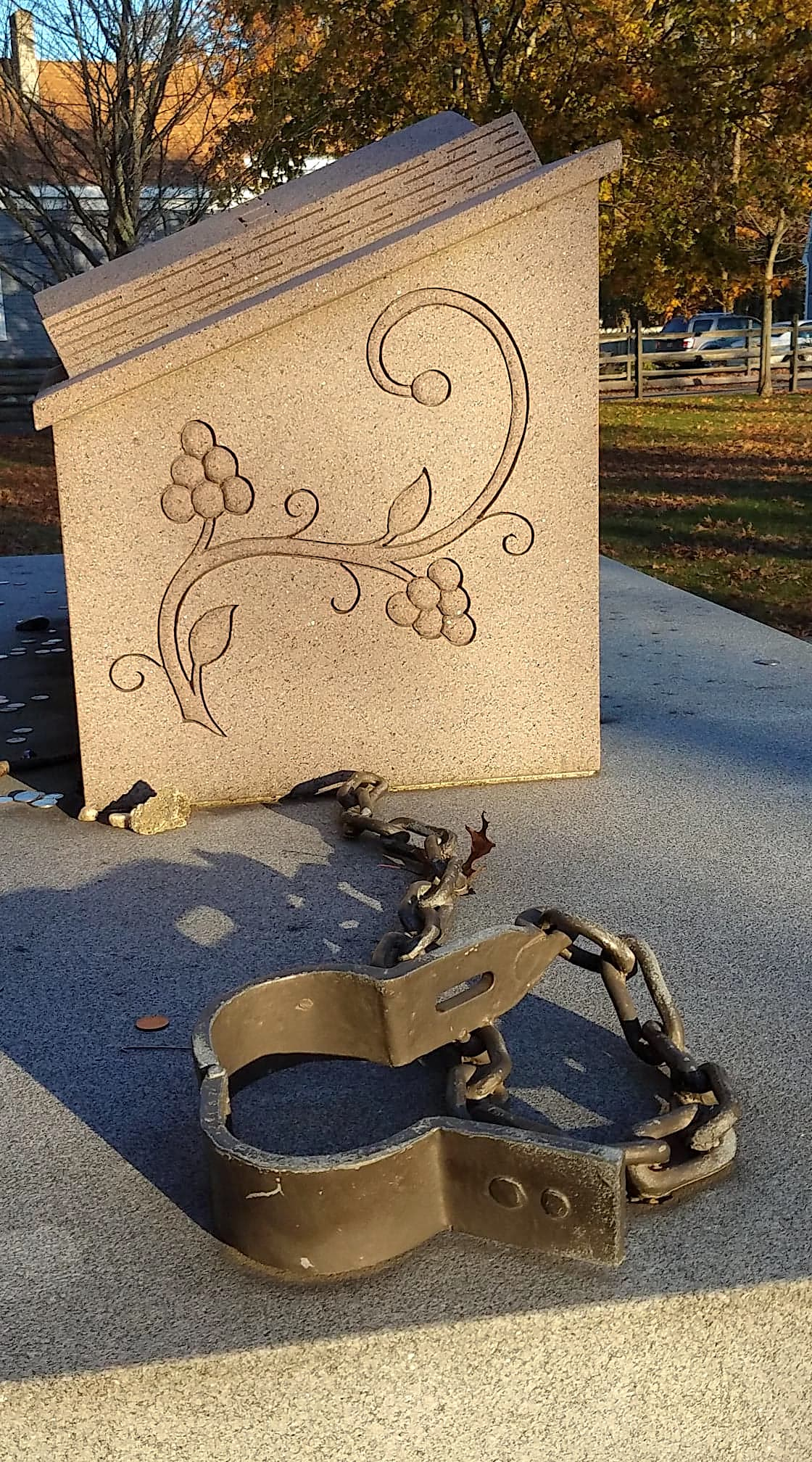
Denkmal für die Opfer

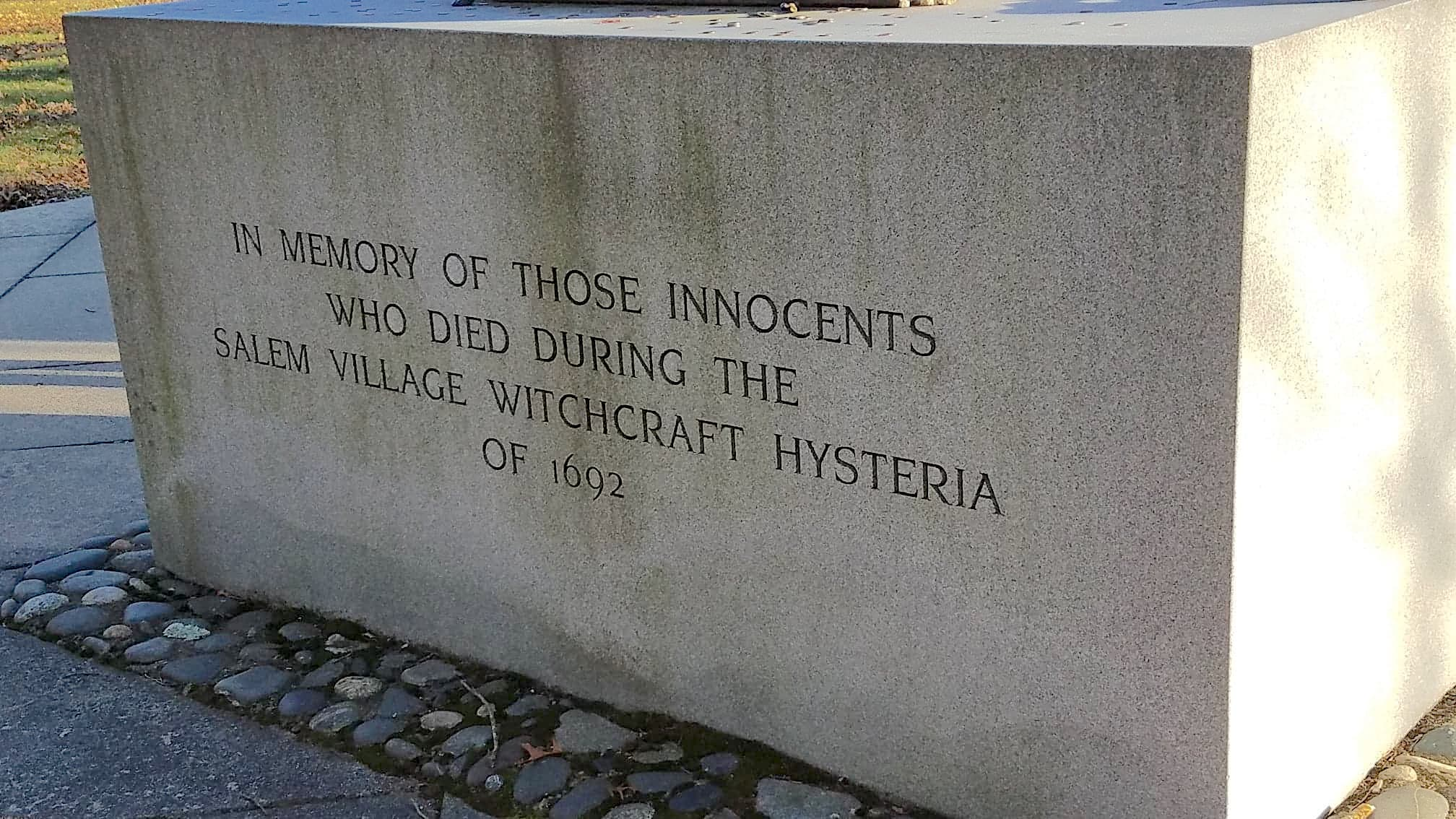
Opfergedenken

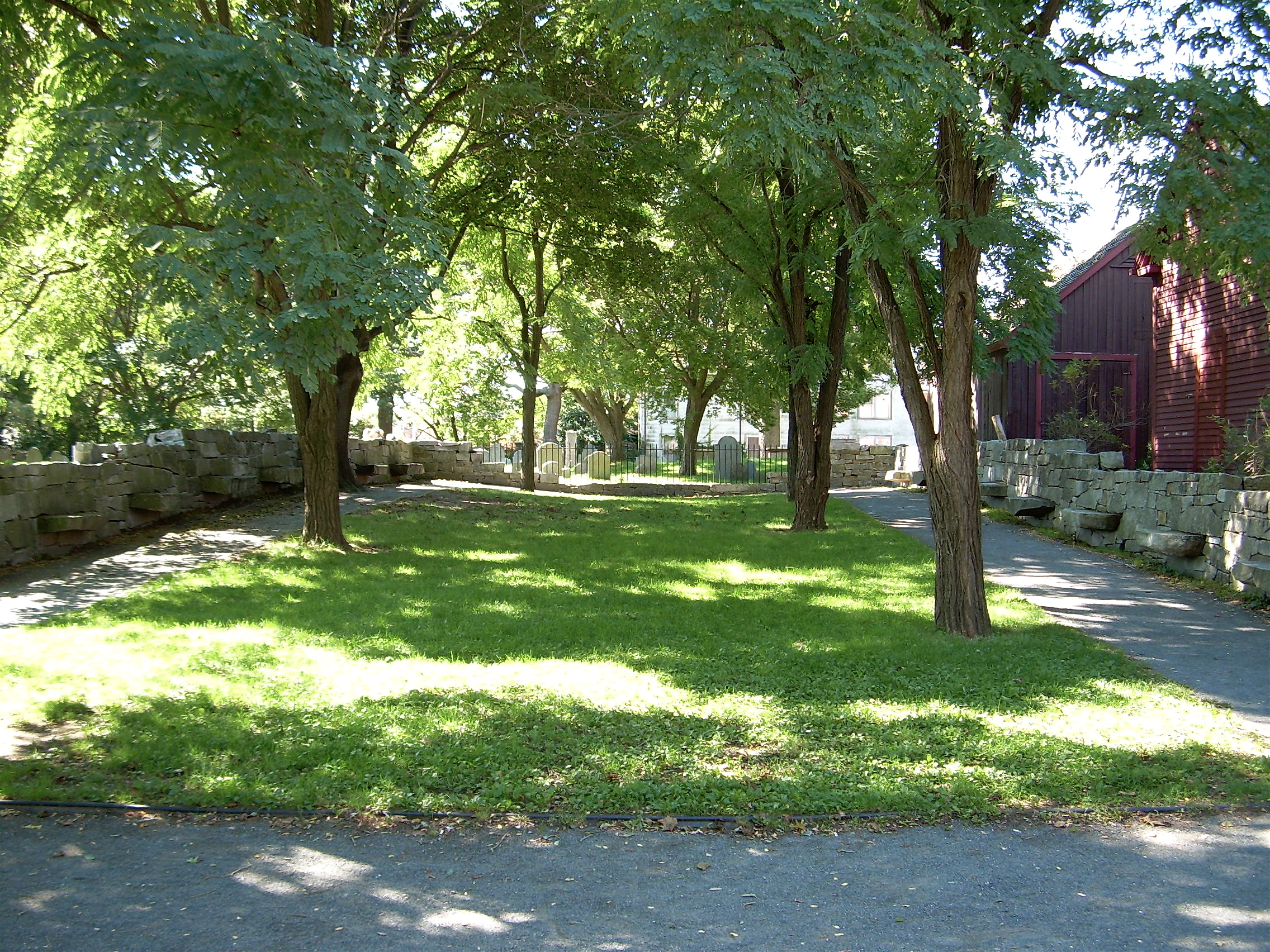
Memorial Park Salem Massachusetts

Martha Corey geborene Panon († 22. September 1692 in Salem) war eine US-amerikanische Frau englischer Herkunft, die als Hexe hingerichtet und 1711 vollständig rehabilitiert wurde.

## Leben
Martha Corey bekam 1677 einen farbigen Sohn namens Benjamin, der bei ihr in Salem lebte. 1684 heiratete sie Henry Rich, mit dem sie einen weiteren Sohn namens Thomas Rich hatte. Zwischen 1684 und 1690 starb ihr Ehemann, und sie heiratete am 27. April 1690 Giles Corey, dessen dritte Ehefrau sie wurde.
Als 1692 in Salem die ersten Prozesse stattfanden, besuchte Corey mehrere. Die Eheleute Corey bezweifelten früh die Anschuldigungen und Verfahrensabläufe. Bei einem Beisammensein mit der Familie Putnam stellten sie infrage, dass es Hexen gäbe und auch, dass es einen Pakt mit dem Teufel geben könne.

## Beschuldigungen
Die beiden Mädchen Ann Putnam Jr. (die noch viele weitere Menschen eines Teufelspaktes bezichtigte) und Mercy Lewis behaupteten, Martha Coreys Geist habe sie des Nachts angegriffen, in den Bauch gebissen und auf mysteriöse Weise gekniffen. Die Aussagen der Mädchen beruhten auf (angeblichen) optischen Halluzinationen (englisch: Spectral evidence). Sie behaupteten, Visionen von gelben Vögeln, die zwischen Coreys Fingern saugten und von einem Mann, der der Angeklagten etwas ins Ohr flüsterte, zu haben. Diesen „Visionen“ wurde in Salem Beweiskraft zugesprochen.
Niemand von dem sozialen Status Martha Coreys war zuvor als Hexe angeklagt worden. Sie war trotz ihrer bewegten Vergangenheit in der Gemeinde eine angesehene Frau und ein aktives Mitglied der örtlichen Kirchengemeinde. Die Gemeindemitglieder Edward Putnam und Ezekial Cheever versuchten die Anschuldigungen auf ihren Wahrheitsgehalt zu überprüfen und scheiterten damit, denn Corey reagierte mit einer Mischung aus Selbstgefälligkeit, Verachtung und Spott.

## Prozess
Am Samstag, dem 19. März wurde der Haftbefehl ausgestellt, für eine Verhaftung war es schon zu spät am Tag und sonntags waren Verhaftungen nicht üblich. Somit ging Corey an diesem Sonntag wie üblich – zum Erstaunen der gesamten Gemeinde – in die Kirche. Am 21. März 1692 wurde Martha Corey verhaftet und verhört. Sie beteuerte ihre Unschuld, lachte über die Anschuldigungen und bat darum, ein Gebet sprechen zu dürfen. Widersprüche in ihren Aussagen führten zu einem Prozess. Im April und Mai sagten mehrere Personen gegen sie aus. Als ihr Fall im September vor Gericht kam, gab es weitere Zeugenaussagen gegen sie. Corey wurde exkommuniziert. Als Corey aufgefordert wurde, ihre Verbrechen zu gestehen, sagte sie, dass sie, wenn sie schuldig wäre, dies zugeben würde; sie behauptete jedoch während des gesamten Prozesses, dass sie eine unschuldige Frau sei.
Am 22. September 1692 wurde Martha Corey mit weiteren sieben Verurteilten (Mary Easty, Alice Parker, Ann Pudeator, Margaret Scott, Wilmot Redd, Samuel Wardwell und Mary Parker) zur Hinrichtung nach Proctor’s Ledge am Gallows Hill gefahren. Nach einer letzten Unschuldsbeteuerung schloss sie ihr Leben mit einem inständigen Gebet ab, bevor sie gehängt wurde. Ihr Ehemann Giles Corey war vier Tage zuvor, am 18. September 1692, zu Tode gequetscht worden.
Die Anschuldigung und Verurteilung von Martha Corey stellte einen Wendepunkt in der Salemer Hexenverfolgung dar. Corey war ein beliebtes und akzeptiertes Mitglied der Kirche, welches sozial und wirtschaftlich in der Gemeinde verwurzelt war. Somit konnte es unabhängig vom sozialen Status jeden und jede treffen. Der Weg für über hundert weitere Männer und Frauen, die in Massachusetts des Umgangs mit dem Teufel beschuldigt wurden, war geebnet. Sobald das Gericht 1693 Visionen als Beweismittel verboten hatte, begann die Anklage- und Prozesswelle abzuebben.

## Rehabilitierung
„14. Februar 1703 – Der größte Teil der Brüder stimmte dem Folgenden zu: Diese Kirche hat am 11. September 1692 für die Exkommunikation von Martha Corey gestimmt, und das Urteil wurde am 14. September von Mr. Samuel Parris, dem früheren Pastor dieser Kirche, gegen sie ausgesprochen. Sie wurde vor ihrer Exkommunikation wegen angeblicher Hexerei verurteilt und anschließend hingerichtet; und da dies in unserem Kirchenbuch, Seite 12, vermerkt ist, stimmen wir hiermit aus freien Stücken zu und wünschen von ganzem Herzen, dass dieses Urteil aufgehoben wird und nicht länger gegen sie gelten soll; denn wir sind durch Gottes Gnade mit uns davon überzeugt, dass wir an jenem dunklen Tag unter der Macht jener Irrtümer standen, die damals im Lande vorherrschten; und wir sind uns bewusst, dass wir keine ausreichenden Gründe hatten, sie des Verbrechens, für das sie verurteilt und hingerichtet wurde, für schuldig zu halten, und dass ihre Exkommunikation nicht dem Willen Gottes entsprach, und deshalb wünschen wir, dass dies in unser Kirchenbuch eingetragen wird, um das Odium, das auf ihren Namen geworfen wurde, zu entfernen, und dass so Gott unsere Sünde vergeben und das Land gesühnt werden möge; und wir beten demütig, dass Gott uns nicht länger solchen Irrtümern und Sünden überlässt, sondern uns lehrt und befähigt, immer das zu tun, was in seinen Augen recht ist. ' Es wurde mehrheitlich abgestimmt, und sechs oder sieben stimmten dagegen. J. GR., Pr“

Am 17. Oktober 1711 verabschiedete die Legislative von Massachusetts ein Gesetz, mit dem die meisten Opfer der Salemer Hexenprozesse rehabilitiert wurden. Auch Giles und Martha Corey wurden in dem Gesetz genannt, und ihrer Familie wurde eine Entschädigung für ihren Tod zugesprochen.

## Gedenken
Zum Andenken an Giles und Martha Corey wurden in West Peabody am Ufer des Crystal Lake zwei Gedenksteine errichtet.